# Masques (Debussy)
Masques en la mineur est une pièce pour piano de Claude Debussy. Composée en juillet 1904, elle est créée le 18 février 1905 par Ricardo Viñes à la Salle Pleyel à Paris lors d'un concert de la Société nationale de musique ,. Son écriture sombre et tendue et d'inspiration hispanisante résonne de sa séparation difficile avec Lilly Texier, sa première épouse. 

À propos de sa référence formelle à la Commedia dell'arte, Debussy confia à Marguerite Long : 

« Ce n'est pas la comédie italienne, mais l'expression tragique de l'existence. »

## Structure et commentaires
- Très vif et fantasque (à 
) - Cédez un peu (en sol bémol majeur) - Tempo I -

La partition est publiée par Durand en 1904.
Pour Harry Halbreich, Masques, « merveille méconnue », « en la mineur, s'oppose à l'Isle joyeuse, en la majeur, comme la nuit au jour ». C'est aussi « l'une des pièces les plus modernes et les plus âpres de Debussy du point de vue sonore ».
Pour Guy Sacre, c'est une « pièce inquiète et tourmentée, où l'angoisse rôde sous la forme de ce tournoiement invincible, qui donne le vertige, qui confine au malaise ». Marc Pincherle trouve d'ailleurs à l’œuvre « quelque chose du bourdonnement insidieux de Scarbo ».
La durée d'exécution moyenne de la pièce est de cinq minutes environ.
Dans le catalogue des œuvres du compositeur établi par le musicologue François Lesure, Masques porte le numéro L 110 (105) .

## Discographie
- Debussy : Piano works Vol. 5, François-Joël Thiollier (piano), Naxos 8.553294, 2001[8].
- Debussy : Complete Works for Piano, Volume 2, Jean-Efflam Bavouzet (piano), Chandos Records CHAN 10443, 2008[9].
- Debussy : The Solo Piano Works, Noriko Ogawa (piano), BIS Records CD 1955/56, 2012[10].
- Debussy (Images, L’Isle joyeuse, Estampes, Children’s Corner, Masques, D'un cahier d'esquisses), Steven Osborne (piano), Hyperion Records CDA 68161, 2017[11].
- Claude Debussy : The complete works, CD 2, Monique Haas (piano), Warner Classics, 2018[12].